# Катериновка (Амвросиевский район)
Катериновка (укр. Катеринівка) — посёлок в Амвросиевском районе Донецкой области Украины. Находится под контролем самопровозглашённой Донецкой Народной Республики.

## География
В Донецкой области имеется ещё 5 одноимённых населённых пунктов.
Населённый пункт расположен на левом берегу реки под названием Крынка. К западу, югу и востоку от посёлка проходит граница между Украиной и Россией.

#### Соседние населённые пункты по странам света
С: Маныч
СЗ: Успенка, Калиновое (оба выше по течению Крынки)
СВ: —
З: Авило-Успенка (Российская Федерация), Выселки
В: —
ЮЗ: Авило-Фёдоровка (Российская Федерация)
ЮВ: — 
Ю: —   

## Население
Население по переписи 2001 года составляло 73 человека.

## Общая информация
Почтовый индекс — 87371. Телефонный код — 6259. Код КОАТУУ — 1420688204.

## Местный совет
87371, Донецкая область, Амвросиевский район, с. Успенка, ул.Октябрьская; тел. 2-24-39